# Station Nogent-Le Perreux
Station Nogent-Le Perreux is een spoorwegstation aan de spoorlijn Paris-Est - Mulhouse. Het ligt in de Franse gemeente Nogent-sur-Marne in het departement Val-de-Marne (Île-de-France).

## Geschiedenis
Het station werd op 9 februari 1857 geopend door de compagnie des chemins de fer de l'Est bij de opening van de sectie Nogent-sur-Marne - Nangis. Sinds 30 augustus 1999 wordt het station aangedaan door de RER E. In de aanloop daarvan zijn de perrons verhoogd van 55 cm naar 92 cm.

## Ligging
Het station ligt op kilometerpunt 16,260 van de spoorlijn Paris-Est - Mulhouse.

## Diensten
Het station wordt aangedaan door treinen van de RER E tussen Haussmann Saint-Lazare en Villiers-sur-Marne - Le Plessis-Trévise.

## Vorig en volgend station
| Richting               | Vorig station   | Lijn  | Volgend station           | Richting                                |
| ---------------------- | --------------- | ----- | ------------------------- | --------------------------------------- |
| Haussmann Saint-Lazare | Val de Fontenay | RER E | Les Boullereaux-Champigny | Villiers-sur-Marne - Le Plessis-Trévise |